# Queen’s Eyot
Das Queen’s Eyot ist eine Insel in der Themse oberhalb des Boveney Lock bei Windsor, Berkshire.
Der Name der Insel leitet sich von der Übertragung von Land an die Königin oder die Witwe des Königs 1299 her.
1898 trat Colonel Victor Van de Weyer an das Eton College heran und machte ihm das Angebot, die Insel zu nutzen. Edmond Warre, der Headmaster des College, nahm das Angebot gern an, auch wenn ihm Van de Weyer nur eine Pacht für 99 Jahre gegen eine symbolische Pachtzahlung anbieten konnte, da die Insel Familienfideikommiss war und Warre sie gerne gekauft hätte. Victor Van des Weyers Sohn William verkaufte die Insel aber 1923 an das College für eine Summe von zehn Schilling.
Edmond Warre ließ ein Clubhaus auf der Insel bauen, das 1990 abbrannte und durch einen Neubau ersetzt wurde. Das Clubhaus kann für Veranstaltungen gemietet werden.
Der Fluss The Cut mündet nördlich der Insel in die Themse.